# L'orquestra terrestre
L'orquestra terrestre (originalment en basc, Orkestra Lurtarra) és una pel·lícula d'animació basca del 2022, dirigida per Imanol Zinkunegi i Joseba Ponce. Distribuïda per Paycom, es va estrenar el 8 d'abril de 2022 i va comptar amb doblatge en català.

## Sinopsi
El Manu es va enamorar de ben petit de la gran pianista Stella Panini i el seu somni és conèixer-la. Per aconseguir-ho, forma una orquestra seguint el consell d’un tèrbol personatge, l’Stefano Salegi, que després es convertirà en el seu mànager. Però el Manu, no només és un somiador, sinó que també és un incomprès. Això no li impedeix crear una orquestra peculiar.